# 首座使徒

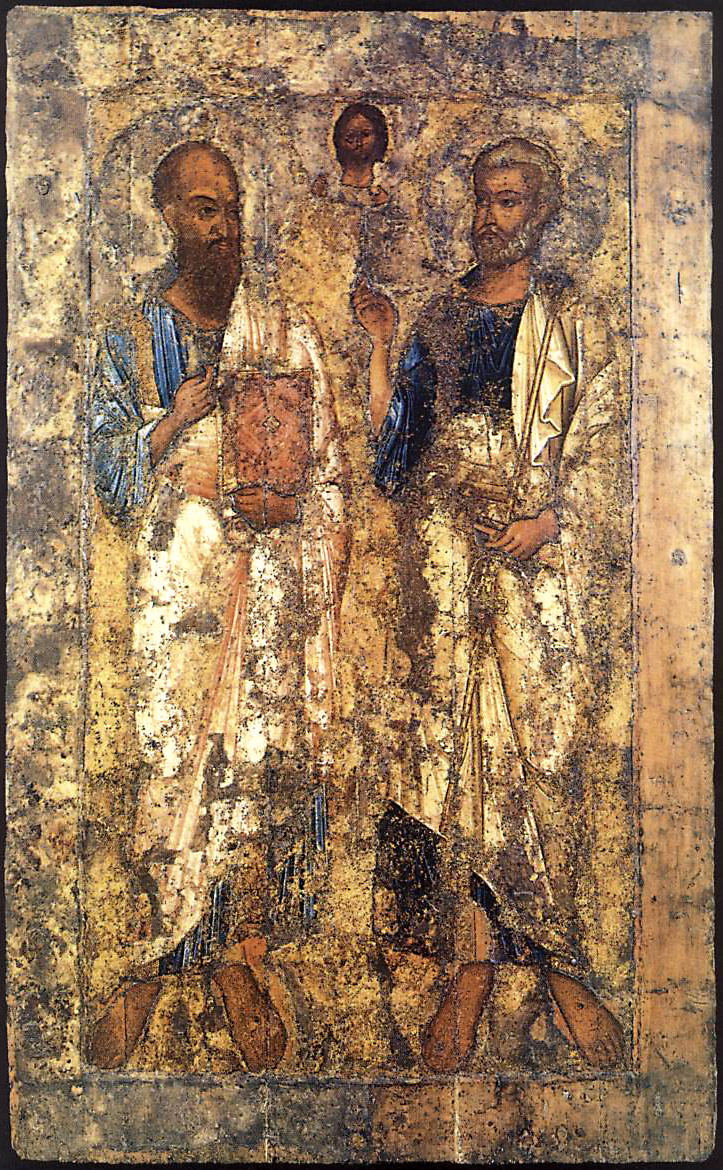
首座使徒のイコン。ノヴゴロド美術館所蔵。11世紀後半。作者不詳（ビザンティンのイコン画家と推定）

首座使徒（しゅざしと、ギリシア語: Πρωτοκορυφαίοι Απόστολοι, ロシア語: Первоверховные Апостолы, 英語: The Holy, Glorious and All Praised Leaders of the Apostles）とは、正教会において、十二使徒のうちの聖使徒ペトル（ペテロの教会スラヴ語読み）と聖使徒パウェル（パウロの教会スラヴ語読み）の両名を記憶する際に用いられる聖人の称号。首座の聖使徒とも。
首座使徒ペトル・パウェル大聖堂といった大聖堂のほか、首座使徒を記憶する多くの聖堂がある。日本正教会では鹿沼ハリストス正教会（鹿沼市）が聖使徒ペトル・パウェル会堂を有する。

## 聖使徒ペトル・パウェル祭
正教会は首座使徒であるペトル・パウェルの両聖人を7月12日（修正ユリウス暦使用教会では6月29日）に記憶して祝う。この祭りを正教会では正式には「光栄にして讃美たる首座の聖使徒ペトルおよびパウェルの祭日」と呼ぶ。
祈祷文では両聖人のことが「教会を以て全世界を照らし、四極（しきょく）をひきいてハリストスに来らしめ給いし者よ」と歌われる。